# Megalonycta mediovitta
Megalonycta mediovitta là một loài bướm đêm trong họ Noctuidae.